# Ilya Markov
Ilya Vladislavovich Markov (em russo : Илья Владиславович Марков, Asbest, oblast de Sverdlovsk, 19 de junho de 1972) é um atleta russo, especialista em 20 km marcha.
Como recorde pessoal, fez a marca de 1:18:17 h nos 20 km marcha, em 2005.